# راونگه (سرمسکا میتروویتسا)
راونگه (به لاتین: Ravnje) یک منطقهٔ مسکونی در کرواسی است که در Sremska Mitrovica Municipality واقع شده‌است. راونگه ۱٬۴۶۳ نفر جمعیت دارد.